# Alexandre Kucharski
Pour les articles homonymes, voir Kucharski.
Alexandre Kucharski, ou Kucharsky, voire Couaski (en polonais : Aleksander Kucharski), né le 18 mars 1741 à Varsovie (république des Deux Nations) et mort le 5 novembre 1819 à Chaillot (France), est un peintre polonais.

## Biographie

### Enfance et études
Son père était un gentilhomme qui avait passé sa vie dans les camps, et qui, après la guerre de Sept Ans, s’était retiré dans ses foyers. Il avait épousé, à l’âge de soixante ans, une jeune femme de vingt ans. Alexandre Kucharski était leur douzième et dernier enfant.
Il fut élevé à la cour du dernier roi de Pologne, Stanislas II, dont il fut page. Des dispositions précoces pour les arts du dessin le firent remarquer, et engagèrent son souverain à lui faire changer de carrière. Stanislas-Auguste, qui voulait en faire un peintre d’histoire, l’envoya étudier à Paris, et, à cette fin, il lui fit parvenir une pension par l’entremise de Marie-Thérèse Geoffrin.
Le jeune homme étudia, de 1760 à 1769, à l’Académie Royale, sous la direction de Carle van Loo (1719-1795) et de Joseph-Marie Vien (1716-1809), dans l’atelier duquel se trouvait alors David. Mais « rebelle au grand style », il s’orienta vers le genre moins considéré du portrait. Trompé dans ses espérances, le roi de Pologne le rappela, mais Kucharski préféra rester sans pension plutôt que de quitter Paris, où il devint bientôt le peintre favori des grandes dames de l’époque.

### Carrière

#### Cour du prince de Condé
Nommé peintre à la cour du prince de Condé, il devint le premier peintre de sa fille, Mademoiselle de Condé qui logeait dans un hôtel particulier, au faubourg Saint-Germain, où Kucharski fut domicilié un temps. Membre de l’Académie de Saint-Luc avant sa disparition en 1777, Alexandre Kucharski n’exposa pas au Salon du Louvre, mais il se fit une excellente réputation dans les milieux de cour, notamment grâce à la princesse de Lamballe qui avait été émue par le portrait qu’il avait réalisé du prince de Carignan, son frère, mort prématurément.
À l’avènement de la Révolution française, Kucharski était peintre du prince de Condé : il avait fait de nombreux portraits, la plupart au pastel.
Ses ouvrages jouissaient à la cour d’une réputation considérable. Il avait peint l’impératrice Catherine II de Russie, le comte d’Artois, madame Élisabeth, la princesse de Lamballe, les princes de Condé, de Conti, l’actrice mademoiselle Saint-Preux, la duchesse de Coigny, la comtesse de Durfort, sa fille. Ces deux derniers portraits, ainsi que des copies en furent faites par madame Barbot, la seule élève femme qu’ait formée Kucharski
Jusqu’à cette époque, Kucharski avait vécu avec les grands seigneurs, dans le luxe et l’opulence. La vérité de son dessin, le brillant de son coloris, le naturel et en même temps la distinction qu’il savait donner à ses personnages, joints à l’extrême ressemblance qui caractérisait tous ses portraits, en fit un des peintres portraitistes les plus distingués du XVIIIe siècle, et lui avaient assuré une vogue qui se traduisait en sommes énormes.
Avant de se consacrer à la famille royale, Kucharski réalisa un très grand nombre de portraits dans la période 1770-1788. Outre ceux de Mademoiselle de Condé et de la princesse de Lamballe et des dames de leur entourage (comtesse de Polastron, marquises de Lage de Volude et de Balleroy, etc.), il a réalisé des portraits courants, souvent au pastel. Par la princesse de Lamballe, il avait été introduit dans les cercles du Palais-Royal, à la petite cour du duc d’Orléans et de Mme de Montesson, puis du duc de Chartres, et il y peignit certains habitués tels que Choderlos de Laclos ou Olympe de Gouges. On lui doit enfin de nombreux portraits de membres de la noblesse polonaise parmi lesquels celui de la comtesse Potocka.

#### Portraits de la famille royale
La portraitiste Élisabeth Vigée - Le Brun, trop liée au cercle de la reine ayant du émigrer lors des journées du 6 octobre 1789, il devint le peintre officiel de la reine Marie-Antoinette qui avait été satisfaite de deux portraits qu’il avait réalisés d’elle en 1788.
Un pastel de la reine commencé en 1791, mais interrompu par la fuite de Varennes, fut repris en 1792, et, le 20 juin 1792, Kucharski la peignait, lorsque le peuple ameuté se précipita dans la salle où celle-ci posait. Il la fit échapper par une porte dérobée. Son portrait fut insulté, couvert de crachats, et ce ne fut qu’avec grand peine qu’il put être soustrait au courroux révolutionnaire.
Kucharski fit un second portrait de Marie-Antoinette, lorsqu’elle était au Temple. Plusieurs fois reproduit, ensuite, par l’artiste, ce portrait, où Marie-Antoinette était représentée en costume de veuve, grandeur moyenne, devint presque le seul moyen d’existence de Kucharski, pendant les longues années qui suivirent la perte de sa fortune. Disparue lors du sac du palais des Tuileries, l’œuvre fut retrouvée et se trouve aujourd’hui au musée de Versailles. En fait, Kucharski a réalisé plusieurs portraits de Marie-Antoinette, tant à l’huile qu’au pastel. Le dernier de ces portraits, réalisé au pastel après l’exécution de Louis XVI, fut offert à la princesse de Tarente puis recueilli par succession par les héritiers de sa sœur la marquise de Crussol. Probablement détruit pendant la seconde guerre mondiale, ce portrait de Marie-Antoinette en grand deuil, a été répliqué à l’huile et au pastel, tant par Kucharski lui-même que par d’autres peintres.
De cette même époque, date un croquis à la mine de plomb du Dauphin Louis XVII, que madame Barbot a donné au docteur Martinet. Outre ce portrait, Martinet en possédait deux autres de Kucharski, l’un peint à l’huile sur peau de velin, représentant la comtesse de Bréant, à l’âge de dix-neuf ans, l’autre représentant sa sœur, enfant de trois ans et demi, ovale moyen, au pastel, fait en 1794 pour la famille.
Mademoiselle Barbot avait conservé un portrait au pastel, grand ovale, par Kucharski de son père, attaché à la maison du prince de Condé, et qui remonte à 1784. Elle possédait aussi de Kucharski quatre autres pastels, grandeur moyenne, un portrait de femme à la mine de plomb, et une ébauche à l’huile, peinte sur bois, représentant une jeune fille qui lit. Kucharski se proposait de personnifier les cinq sens, et il choisit cette jeune fille pour exprimer la vue.
Kucharski avait fait le portrait de la marquise de Juigné, qui fut dame d’honneur de la Dauphine. Un second portrait de la reine Marie-Antoinette, sans doute une reproduction de celui commencé par Kucharski le 20 juin subsistait dans la famille du chef du cabinet du Ministre de la guerre, Lépine, qui possédait également un autre pastel grand ovale, le portrait de sa belle-mère avec ses deux enfants. Comme le précédent, ces deux pastels sont postérieurs à 1790.

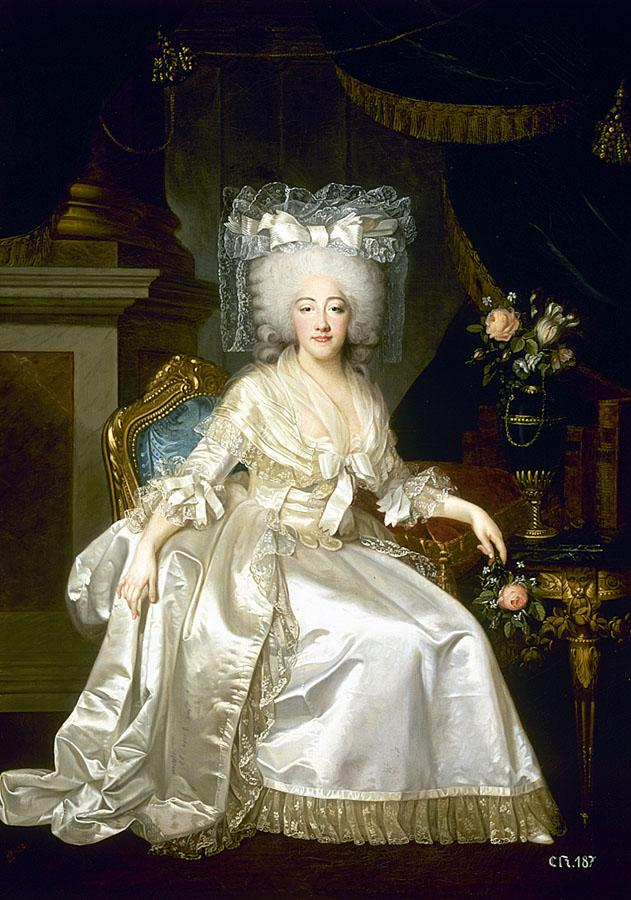
Marie Joséphine Louise de Savoie,
par Alexandre Kucharski.

### Fin de vie
En 1809, Kucharski fit le portrait de sa femme, lequel, contrairement à ses habitudes, est signé et daté. Il appartenait à la comtesse de Boni. En 1813, il fit celui du médecin Martinet, alors jeune homme. La nièce de ce médecin, mademoiselle Giraudeau, une des élèves de Redouté et de Ingres, possédait plusieurs croquis de Kucharski, entre autres le portrait de l’impératrice Catherine de Russie et celui de la princesse de Lamballe, vêtue d’une veste courte et coiffée d’un large chapeau surmonté d’une longue plume.
Malgré le souvenir d’une position fort élevée, il vivait retiré dans un petit appartement de la rue des Petits-Augustins. Plus tard il habita la rue Saint-Benoît, qu’il quitta pour entrer à Sainte-Périne de Chaillot, où il fut admis en 1816, grâce à la sollicitude de la duchesse d’Angoulême, qui n’avait pas oublié son dévouement.
Jusqu’à sa mort, Kucharski qui fut pensionné par Louis XVIII, continua à travailler pour une clientèle aristocratique, qui lui réclamait des copies des effigies des prisonniers du Temple. Outre les portraits de Marie-Antoinette, Kucharski a réalisé un portrait du dauphin, souvent répliqué lui aussi, des portraits de Madame Elisabeth et de Madame Royale. On lui attribue une esquisse d’un portrait de Louis XVI au Temple, travail préparatoire où seul le visage a été travaillé. Il s’agirait du dernier portrait à l’huile de Louis XVI avant son exécution.
Kucharski avait religieusement conservé le costume que portait le Dauphin lorsqu’il était au Temple en 1792. Le costume, qui se composait d’une petite veste en moire grise, d’une teinte claire, du cordon bleu et de la décoration de l’ordre du Saint-Esprit, lui servirent plus tard pour reproduire les différentes copies qu’il eut à exécuter.
Au retour des Bourbons, ces reliques furent remises par madame Barbot à madame la Dauphine, par l’entremise de l’abbé Davaux.
Kucharski mourut à Sainte-Périne en 1819, âgé de quatre-vingts ans. Perrin, qui était son admirateur et son ami, a laissé, en 1794 un portrait en miniature de cet artiste, qui était alors dans sa soixante-et-unième année.
Selon Paul Bauer, il est inhumé au cimetière du Père-Lachaise (1re division). Selon les amis et passionnés du Père-Lachaise, il s'agirait de son cénotaphe.
Il mourut donc sans descendance directe mais une branche de sa famille (la Marquise Helena Kucharska Herb Jastrebiec ainsi que certains de ses neveux) vint s'installer en France en 1920, en Picardie, dans la région de Soissons, parmi les membres de la branche française de cette très ancienne haute famille noble on peut compter de nombreux musiciens et artistes (les Lavaire, les Modde, les Nowak entre autres).

## Œuvre
- Louis XVII (1785-1795) (1792), pastel sur parchemin , 63 × 52 cm, Château de Versailles[5]
- Portrait de Madame Barbier, femme du peintre (1808-1810), pastel, 63 × 52 cm, Musée du Louvre[6]

Mme Barbier, 1808-1810 Musée du Louvre
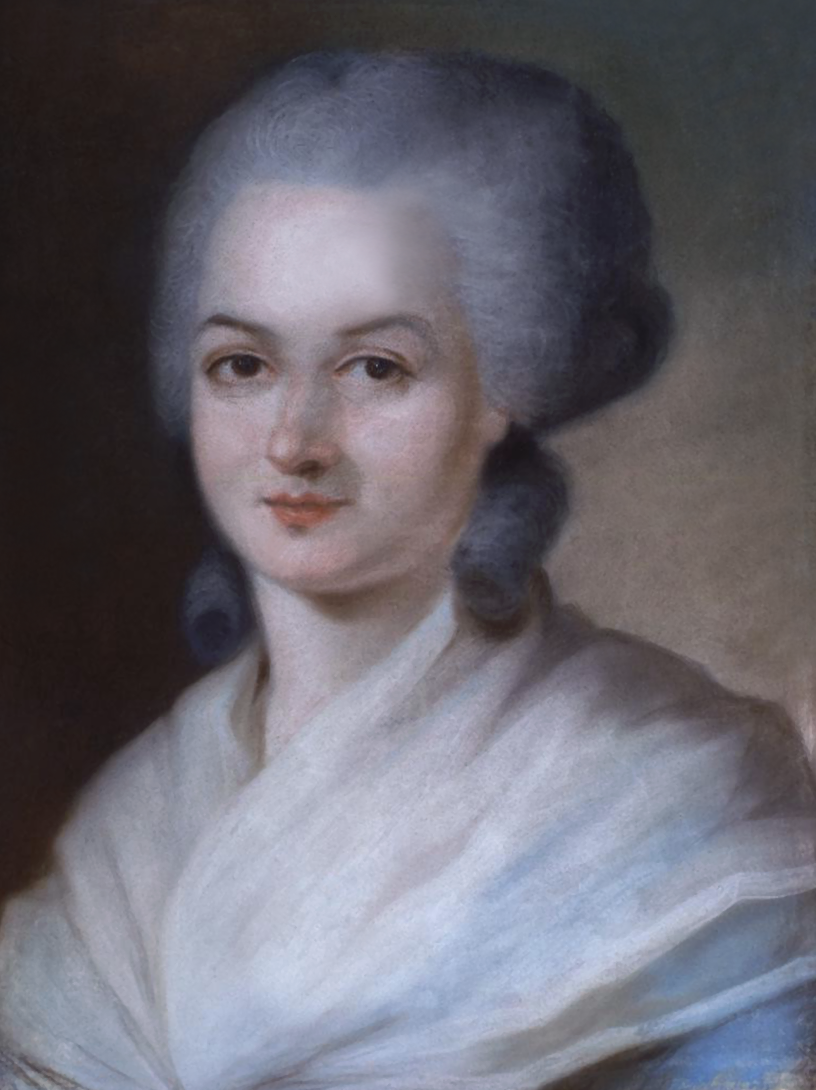
Olympe de Gouges
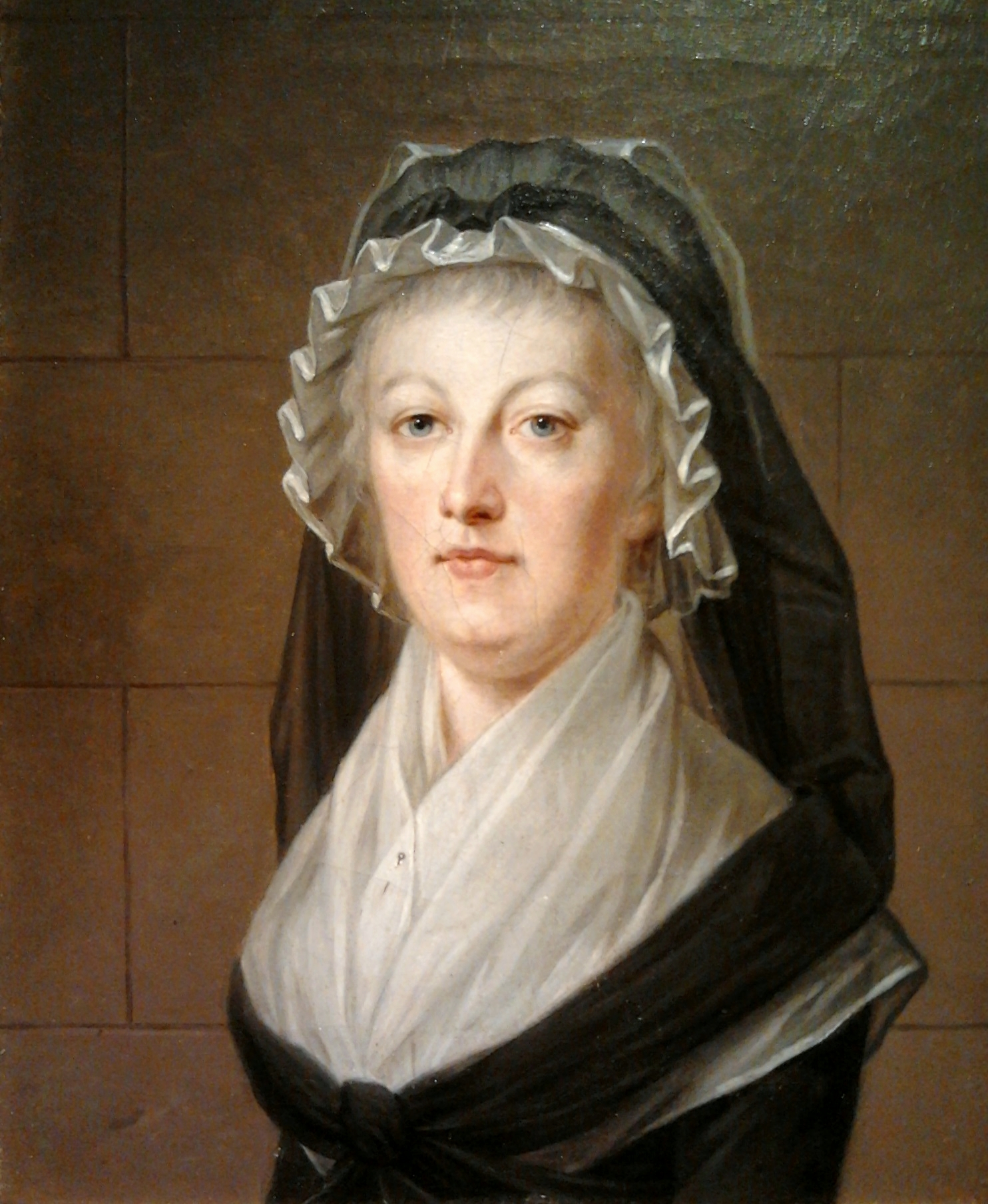
Marie Antoinette au Temple 1793 (attribué)
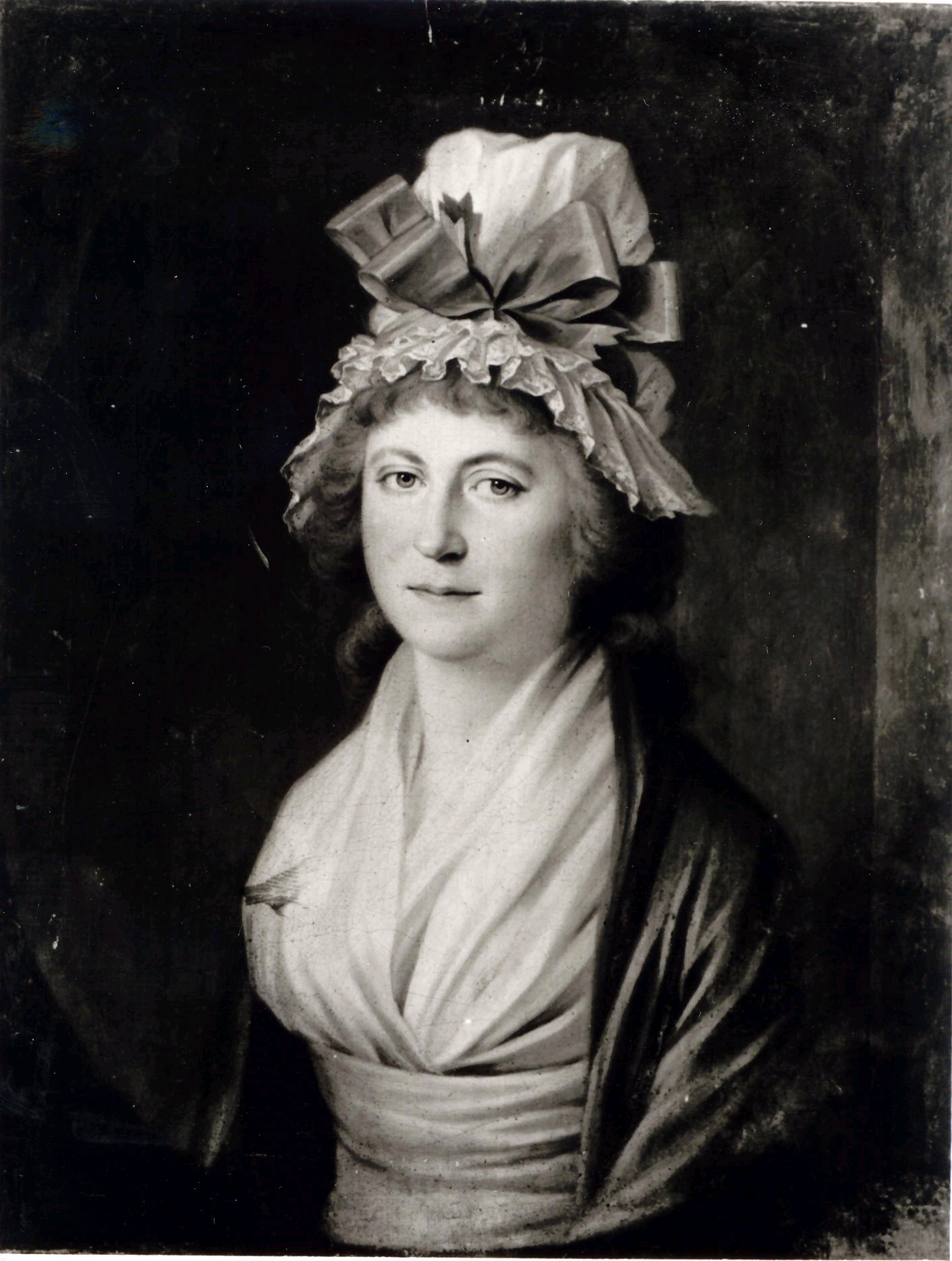
Portrait de femme (perdu au cours de la Deuxième Guerre mondiale)
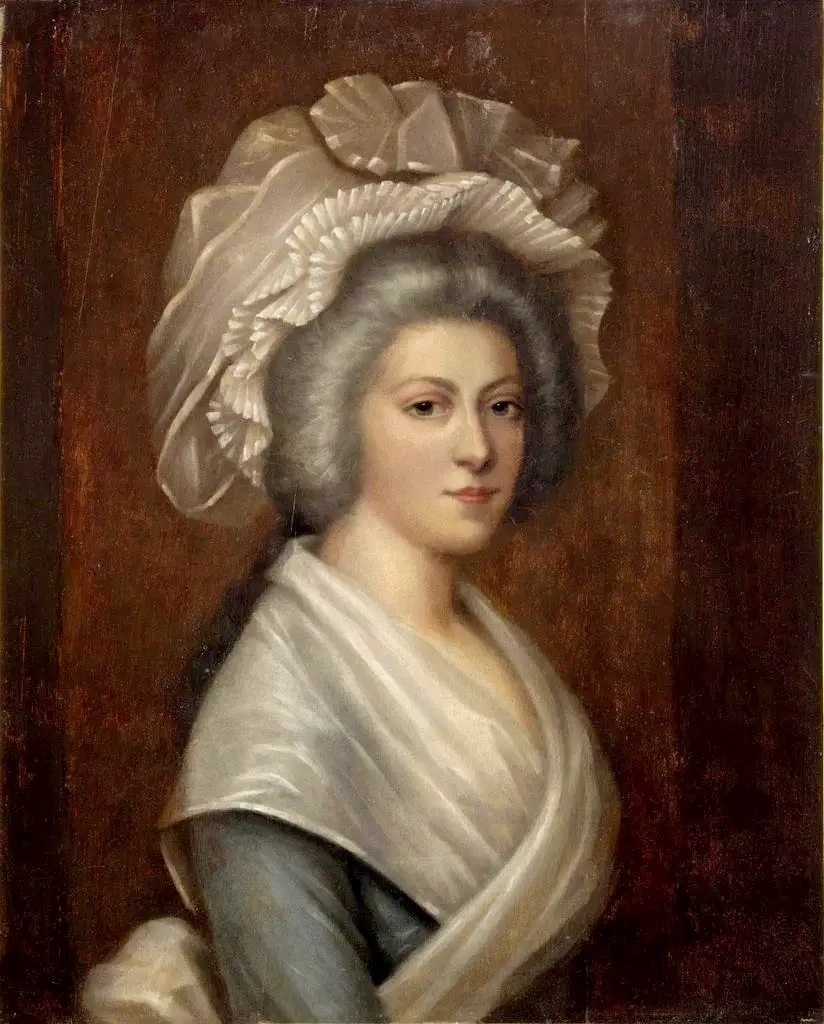
Madame Élisabeth au Temple huile sur panneau, 1792 coll. particulière.
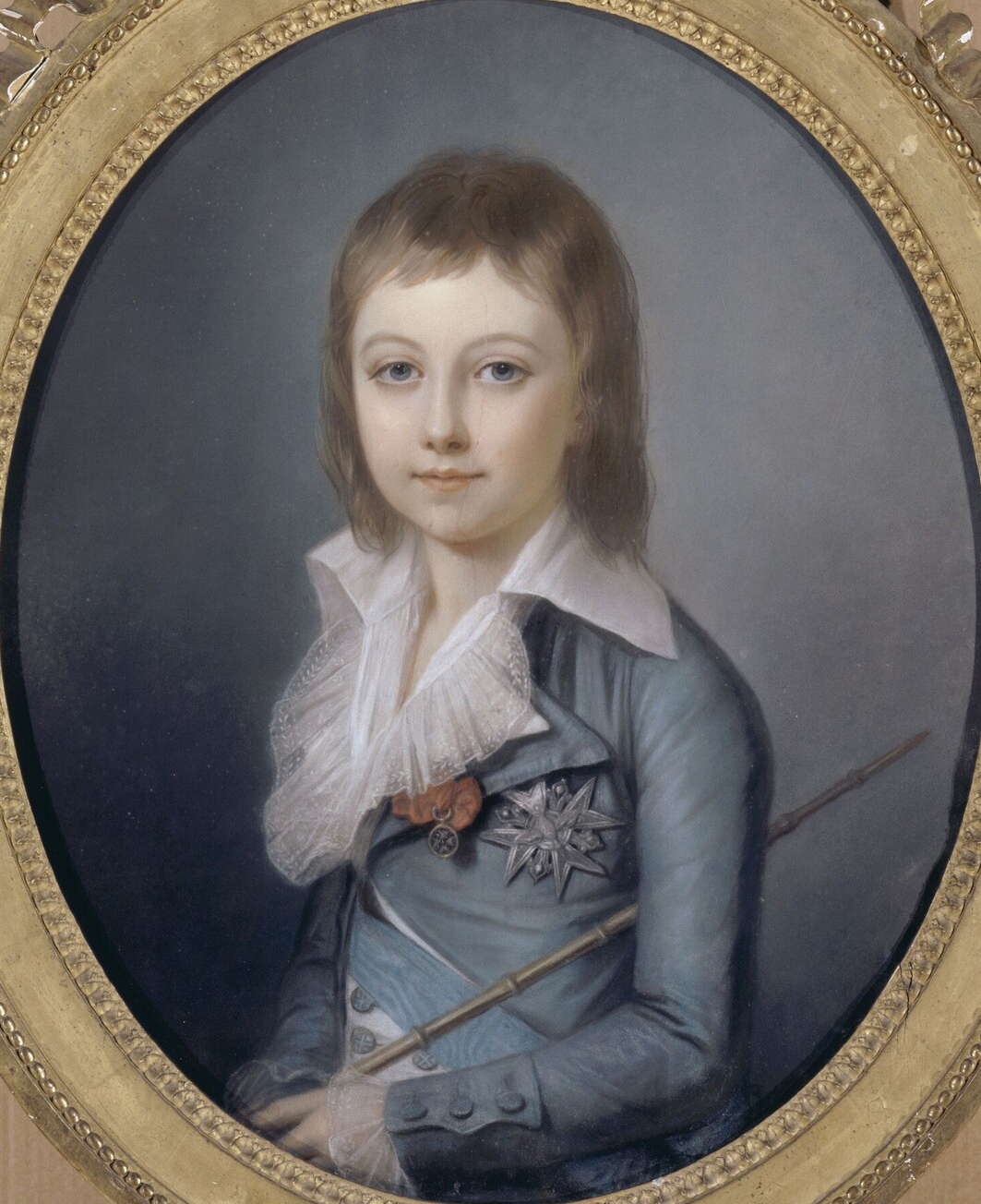
Louis XVII de France (peut-être au Temple), 1792 Château de Versailles et de Trianon.

## Sources
- Archives de Paris, dossier de Kucharski avec des correspondances en français et en polonais.
- Charles Du Bus, Paul Chéron, Gazette des beaux-arts, v. 2, Paris, J. Claye, 1865, p.  283-4.